# Caparezza
Caparezza (рус. Капареца), настоящее имя — Микеле Сальвемини (итал. Michele Salvemini; род. 9 октября 1973 года, Мольфетта, Апулия) — итальянский рэпер, певец, автор песен и музыкальный продюсер.

## Биография

### Детство и ранние годы
Микеле Сальвемини родился в семье учительницы Франка Муроло и работника Джованни Сальвемини, который был участником музыкальной группы. Он с детства увлекался музыкой и созданием комиксов.  После завершения старшей школы Микеле начал заниматься рекламным делом и выиграл стипендию в Академии медиа и журналистики в Милане. Но вскоре он решил оставить занятие рекламщика и погрузился в создание музыки.

### Ранняя карьера
В 1997 году дебютировал на фестивале итальянской песни в Сан-Ремо под псевдонимом «Mikimix» как поп-исполнитель и би-бой. В январе 1999 года вышел его дебютный альбом ‎La Mia Buona Stella. Одна из песен альбома, «E la Notte se Ne Va», стала известным синглом в Италии. В том же году он подписал издательскую сделку с Sony ATV Italy.
В то время он вёл передачу Segnali di Fumo («Дымовые сигналы») вместе с Паолой Маугери на канале Video Music Italian. После ряда выступлений в пабах Милана, Mikimix выступил на музыкальном фестивале Кастрокаро. 

### Под новым псевдонимом

#### ?!
Он вернулся в Мольфетту, не имея желания продолжать свою музыкальную карьеру, но вскоре начал сочинять музыку в своём гараже. Он также прекратил стричь свои волосы и бороду. В 2001 году он представился под новым псевдонимом — Caparezza («кудрявая голова» на мольфеттском диалекте). В том же году вышел его новый дебютный альбом — ?!. Альбом имеет высокие оценки; в своей рецензии на AllMusic критик Джейсон Бирчмайер оценил плавность рифм певца и его мастерское владение итальянским диалектом.

#### Verità supposte
Четвёртый альбом певца (второй под его новым псевдонимом), Verità supposte (итальянское слово «supposte» может переводиться как «суппозитории» или «предполагаемый»), вышел 13 июня 2003 года и привёл его к успеху. Во втором альбоме он говорит о проблемах итальянского общества конца прошлого столетия и начала нового, состоянии Южной Италии с характерной острой иронией, которая сделала его известным. Сингл альбома «Fuori dal tunnel» («Наружу из туннеля») стала известной в Италии песней лета, но певец всегда выступал против её использования в клубах и на телевидении, потому что её целью выступало осуждение деиндивидуализации развлечений. Несмотря на это, контракт с его лейблом звукозаписи препятствовал его от защиты использования песни в рекламе и на телевидении. 
Другая песня альбома, «Vengo dalla Luna» («Я родом с Луны»), рассказывает историю пришельца, который приходит на Землю и поражается неприятием людей представителей других рас и культур. Песня выступает против предрассудков по отношению к иммигрантам.
«Jodellavitanonhocapitouncazzo» – последняя песня альбома, в которой певец представляет свою смерть, сойдя с ума. Название песни является каламбуром со словом «jodel» («йодль») в фразе «Io della vita non ho capito un cazzo» («я не понимаю ни черта в жизни»).

#### Habemus Capa
Его пятый альбом, Habemus Capa (каламбур со словом «habemus papam», букв. «у нас есть Папа»), вышел 24 марта 2006 года. Одна из песен альбома, «La mia parte intollerante», вновь описывает маргинализацию: здесь певец выступает шестнадцатилетним юношей, выражающий свои пожелания о более открытом и менее жестоком поведении со стороны сверстников.

### В настоящее время
9 октября 2024 года на своей официальной странице в Instagram музыкант объявил о работе над новым альбомом.

## Личная жизнь
В 2022 году женился на своей девушке Альбе в её родном городе Барлетте. Они отпраздновали свадьбу в родном городе Микеле, в Мольфетте, в клубе Эремо.
Микеле — коммунист и агностик.

## В культуре
По словам Чака Роландо, директора Sony ATV Italy, «у него были способности к словесной акробатике».
По мнению Марио Сала, директора Virgin Radio Italia, «из-за его акцента на итальянской игре слов, он не очень выгоден для экспорта. Тем не менее, он идеально подходит для местного списка начинающих талантов».
В 2023 году возросла популярность песни «Jodellavitanonhocapitouncazzo». Причиной этому стали алгоритмы видеохостинга YouTube, рекомендовавшие клип на эту песню своим англоязычным пользователям. В 2023—2024 годах произошёл расцвет популярности фанатских мэшапов на эту и другие песни Caparezza.

## Дискография

### Студийные альбомы
- 1996 — Tengo duro (под псевдонимом Mikimix)
- 1997 — La mia buona stella (под псевдонимом Mikimix)
- 2000 — ?!
- 2003 — Verità supposte
- 2006 — Habemus Capa
- 2008 — Le dimensioni del mio caos
- 2011 — Il sogno eretico
- 2014 — Museica
- 2017 — Prisoner 709
- 2021 — Exuvia
- 2026 — Orbit Orbit (предстоящий альбом)